# Organización Popular de Rodrigues
La Organización Popular de Rodrigues (en francés: Organisation du Peuple Rodriguais, OPR) es un partido político con sede en la isla de Rodrigues, Mauricio.

## Resultados electorales

### Elecciones legislativas
| Elección | Líder              | Votos  | %    | Escaños | +/–         | Posición | Estatus           |
| -------- | ------------------ | ------ | ---- | ------- | ----------- | -------- | ----------------- |
| 1976     | Serge Clair        | 6,376  | 0.53 | 0/70    | Nuevo       | 7mo      | Extraparlametario |
| 1982     | Serge Clair        | 16,129 | 1.12 | 2/66    | 2           | 5to      | Gobierno          |
| 1983     | Serge Clair        | 15,981 | 1.16 | 2/70    | Sin cambios | 4to      | Oposición         |
| 1987     | Serge Clair        | 17,044 | 1.02 | 2/70    | Sin cambios | 4to      | Gobierno          |
| 1991     | Serge Clair        | 16,080 | 0.95 | 2/66    | Sin cambios | 4to      | Gobierno          |
| 1995     | Serge Clair        | 16,631 | 1.00 | 2/66    | Sin cambios | 6to      | Gobierno          |
| 2000     | Serge Clair        | 17,317 | 0.93 | 2/70    | Sin cambios | 5to      | Oposición         |
| 2005     | Serge Clair        | 20,293 | 1.03 | 2/70    | Sin cambios | 4to      | Oposición         |
| 2010     | Serge Clair        | 18,815 | 0.93 | 1/69    | 1           | 5to      | Oposición         |
| 2014     | Serge Clair        | 21,874 | 1.07 | 2/69    | 1           | 5to      | Gobierno          |
| 2019     | Serge Clair        | 20,777 | 0.97 | 2/70    | Sin cambios | 5to      | Gobierno          |
| 2024     | Francisco François | 22,416 | 0.96 | 2/66    | Sin cambios | 5to      | Gobierno          |

### Asamblea Regional de Rodrigues
| Elección | Circunscripción | Circunscripción | Circunscripción | Lista de partido | Lista de partido | Lista de partido | Escaños totales | +/–   | Posición | Estatus             |
| Elección | Votos           | %               | Escaños         | Votos            | %                | Escaños          | Escaños totales | +/–   | Posición | Estatus             |
| -------- | --------------- | --------------- | --------------- | ---------------- | ---------------- | ---------------- | --------------- | ----- | -------- | ------------------- |
| 2002     | 21,969          | 55.52           | 8/12            | 10,874           | 54.97            | 2/6              | 10/18           | Nuevo | 1ro      | Mayoría (2002–2006) |
| 2002     | 21,969          | 55.52           | 8/12            | 10,874           | 54.97            | 2/6              | 10/18           | Nuevo | 1ro      | Oposición (2006)    |
| 2006     | 19,062          | 45.79           | 6/12            | 9,484            | 45.56            | 2/6              | 8/18            | 2     | 2do      | Oposición           |
| 2012     | 21,276          | 48.65           | 8/12            | 10,230           | 46.78            | 3/9              | 11/21           | 3     | 1ro      | Mayoría             |
| 2017     | 25,247          | 57.14           | 10/12           | 12,386           | 56.07            | 0/5              | 10/17           | 1     | 1ro      | Mayoría             |
| 2022     | 21,896          | 46.95           | 6/12            | 10,777           | 46.22            | 2/5              | 8/17            | 2     | 1ro      | Oposición           |